# جورج لورانس (رسام)
جورج لورانس (بالإنجليزية: George Lawrence)‏ هو رسام أسترالي، ولد في 14 يونيو 1901 في Annandale, New South Wales ‏ في أستراليا، وتوفي في 1981.